# Astrud Gilberto
Astrud Gilberto (portugalska izgovorjava: [aʃˈtɾud ʒiwˈbɛʁtu]), brazilska pevka bossa nove, * 29. marec 1940, Salvador, Bahia, Brazilija, † 5. junij 2023.
Javnosti je postala znana v 60. letih 20. stoletja, ko je sodelovala pri snemanju skladbe »The Girl from Ipanema«.

## Biografija
Astrud Gilberto se je rodila kot Astrud Evangelina Weinert brazilski materi in nemškemu očetu, v Bahii, v Braziliji. Odraščala je v Riu de Janeiru. Leta 1959 se je poročila z Joãojem Gilbertom, s katerim je imela sina Marcela Gilberta. Iz drugega zakona ima še enega sina, Gregoryja Lasorso. V 60. letih je pričela razmerje z ameriškim jazzovskim saksofonistom, Stanom Getzem, ki je pred tem sodeloval z njenim možem, Joãojem Gilbertom. Leta 1963 je emigrirala v Združene države Amerike. Z Joãojem sta se ločila sredi 60. let.
Na albumu Getz/Gilberto, ki so ga v večji meri posneli João Gilberto, Stan Getz in Antônio Carlos Jobim, je odpela dve pesmi, čeprav ni pred tem nikoli pela profesionalno. Singl verzija skladbe »The Girl from Ipanema«, ki je izšla leta 1964 in je izpustila portugalsko besedilo, ki ga je odpel João Gilberto, je povzdignil Astrud kot pevko Bossa nove. Prodanih je bilo več kot milijon izvodov albuma, prejel pa je tudi zlat certifikat. Leta 1964 se je Astrud pojavila v filmih Get Yourself a College Girl in The Hanged Man. Leto kasneje je izšel njen debitantski studijski album, The Astrud Gilberto Album. Po selitvi v ZDA je s Stanom Getzem odšla na turnejo. Kot pevka je začela z izvajanjem bossa nove in ameriških jazz standardov, v 70. letih pa je pričela snemati svoje kompozicije. Snemala je pesmi v portugalščini, španščini, italijanščini, francoščini, nemščini in japonščini. Leta 1965 je izšel album Look to the Rainbow, pri katerem je sodeloval tudi aranžer Gil Evans, leta 1967 pa je izšel album A Certain Smile, a Certain Sadness, ki ga je posnela skupaj z Walterjem Wanderleyjem.
Leta 1982 se je njeni zasedbi pridružil sin Marcelo in z njo kot basist koncertiral več kot deset let. Sodeloval je tudi kot koproducent albumov Live in New York (1996) in Temperance (1997).
Leta 1992 je Gilbertova prejela nagrado Latin Jazz USA Award za življenjsko delo, leta 2002 pa je bila sprejeta v Mednarodni hram slavnih latinske glasbe. Leta 1996 je sodelovala na dobrodelnem albumu Red Hot + Rio organizacije Red Hot Organization in z Georgem Michaelom izvedla pesem »Desafinado«. Čeprav se uradno ni upokojila, je Gilbertova leta 2002 dejala, da bo za nedoločen čas prekinila z javnimi nastopi.
Njen posnetek skladbe »Fly Me to the Moon« je bil s kombinacijo posnetka iste skladbe Franka Sinatre preurejen v duet za soundtrack filma Dol z ljubeznijo (2003). Njen posnetek »Who Can I Turn To?« je uporabila skupina Black Eyed Peas v svoji pesmi »Like That«, ki je izšla na albumu Monkey Business leta 2005. Njene vokale na skladbi »Berimbau« je uporabil Cut Chemist v svoji skladbi »The Garden«. Njen posnetek skladbe »Once I Loved« je bil uporabljen leta 2007 v filmu Juno.
Skladba »Astrud« poljske izvajalke Basie, ki je leta 1987 izšla na albumu Time and Tide, je poklon Gilbertovi.
Gilbertova je bila goreča zagovornica pravic živali.

## Izbrana diskografija

### Studijski albumi
- The Shadow of Your Smile (1965)
- The Astrud Gilberto Album (1965)
- A Certain Smile, a Certain Sadness (1966) z Walterjem Wanderleyjem
- Look to the Rainbow (1966)
- Beach Samba (1967)
- Windy (1968)
- I Haven't Got Anything Better to Do (1969)
- September 17, 1969 (1969)
- Gilberto with Turrentine (1971)
- Now (1972)
- That Girl from Ipanema (1977)
- Plus with James Last (1986)
- Jungle (2002)

### Gostovanja
- Stan Getz & João Gilberto: Getz/Gilberto (1963)
- Stan Getz: Getz Au Go Go (1964)
- Shigeharu Mukai & Astrud Gilberto: So & So - Mukai Meets Gilberto (1982)
- Michael Franks: Passionfruit (1983)
- Stan Getz: The Girl from Ipanema - The Bossa Nova Years (1964)
- Stan Getz & João Gilberto: Getz/Gilberto #2 (Live At Carnegie Hall) (1993; le kot dodatne skladbe na zgoščenki)
- Étienne Daho: Eden (1996)
- Étienne Daho feat. Astrud Gilberto: Les Bords de Seine (1997)
- George Michael: Ladies & Gentlemen: The Best of George Michael (1998)
- Morricone - Belmondo: Le Professionnel - Le Marginal - Le Casse (1999)